# Un été 42
Pour plus de détails, voir Fiche technique et Distribution.
Un été 42 (titre original : Summer of '42) est un film américain réalisé par Robert Mulligan, sorti en 1971. Pour la composition de sa musique originale, Michel Legrand reçoit un  Oscar en 1972.

## Synopsis
C'est l'été de l'année 1942, le premier été depuis l'entrée des États-Unis dans la Seconde Guerre mondiale. La plupart des jeunes hommes sont partis à l'armée. Herbert (15 ans) vit sur l'île américaine de Nantucket avec ses parents. Il passe ses journées avec deux amis, Oscar et Bernard. Tous trois ne se soucient en rien de la guerre qui fait rage. Les trois compères n'ont qu'une idée en tête : perdre leur virginité. Avec ses deux amis, Herbert consulte un manuel médical que l'un d'eux a dérobé à ses parents, et qui décrit un rapport sexuel complet. Ils n'ont comme idée fixe que de passer de la théorie à la pratique.
Parallèlement, Herbert fait la connaissance d'une femme d'à peu près deux fois son âge, Dorothée. Herbert tombe amoureux d'elle, mais il sait dès le début qu'elle en aime un autre : son mari parti à la guerre. Dorothée le considère comme un garçon serviable et attirant. Avec ses deux amis, Herbert rencontre Aggie, une jeune fille un peu plus âgée que lui, qu'il essaie maladroitement de séduire, plus par orgueil vis-à-vis de ses camarades qu'à cause d'une réelle attirance pour elle. Oscar se montre plus entreprenant et parvient à ses fins avec Miriam, sa propre conquête. Herbert se rend ensuite régulièrement chez Dorothée. Une fois, il trouve la maison silencieuse et comprend pourquoi en découvrant un télégramme de l'armée, annonçant la mort du mari de Dorothée au front. Herbert console celle-ci comme un homme, rien qu'une nuit. À l'aube, elle a disparu, ne lui laissant qu'un message d'adieu. Ils ne se reverront jamais plus, mais cette femme l'aura marqué pour toujours.

## Fiche technique
- Titre : Un été 42
- Titre original : Summer of '42
- Réalisation : Robert Mulligan
- Scénario : Herman Raucher
- Photographie : Robert Surtees
- Montage : Folmar Blangsted
- Musique : Michel Legrand
- Son : Tom Overton
- Décors : Albert Brenner et Marvin March
- Production : Richard A. Roth et Don Kranze
- Pays de production : États-Unis
- Format : Couleurs - 1,85:1
- Genre : Comédie dramatique, Film romantique
- Durée : 103 minutes
- Dates de sortie : 
  - États-Unis : 9 avril 1971
  - France : 16 juin 1971

## Distribution
- Jennifer O'Neill (VF : Béatrice Delfe[2]) : Dorothy (Dorothée dans la version française)
- Gary Grimes : Hermie (Herbert dans la version française)
- Jerry Houser : Oscy (Oscar dans la version française)
- Oliver Conant : Benjie (Bernard dans la version française)
- Katherine Allentuck : Aggie
- Christopher Norris : Miriam
- Lou Frizzell (VF : Claude Joseph) : le tenancier du drugstore

## Scènes marquantes
- La scène dans le cinéma avec les stratégies maladroites de drague des deux adolescents. C'est le film Une femme cherche son destin (Now Voyager) avec Bette Davis qui est projeté et dont on voit des passages dont certains en plein écran.
- La scène plutôt comique de l'achat de préservatifs au drugstore.
- La scène d'amour, dépourvue de dialogues : Dorothée et Herbert font l'amour, mais, en même temps, c'est avec son mari défunt qu'elle a cette relation charnelle, pour une dernière fois. La scène signifie également la mort de l'enfance d'Herbert.

## Autour du film
- Une courte séquence du film apparaît dans une scène de la version américaine de Shining (1980) de Stanley Kubrick (qui l'appréciait beaucoup), coupée dans l'édition européenne. On y voit deux des protagonistes, Wendy et son fils Danny, assis dans une chambre de l'hôtel Overlook, regardant la télévision qui diffuse le film.
- L'affiche du film apparaît dans le manga Touch de Mitsuru Adachi et dans son animé.
- De nombreuses citations sont insérées dans l'épisode 11 de la saison 6 des Griffin (Family Guy), intitulé « Play It Again, Brian », dans l'édition belge.

## Du film au roman
Le récit autobiographique dont Herman Raucher a tiré le scénario, a été développé et publié, à l'instigation des producteurs souhaitant amplifier la publicité, le 1er juin 1971, moins d'un mois et demi après la sortie du film, sous le même titre anglais, Summer of '42 (en). Le roman est plus fidèle à ce qu'adolescent « Hermie » avait vécu sur l'île de Nantucket, renommée Patchett par l'écrivain, plus sordide aussi. L'alcoolisme de l'héroïne, Dorothée, n'y est pas caché. Le disque qui avait servi de fond musical à cette idylle entre un jeune homme de seize ans et la veuve d'un simple soldat, remplacé dans le film par la désormais célèbre mélodie de Michel Legrand, était celui d'un succès de Shep Fields, That Old Feeling (en), qui avait été popularisé par le film Vogues 1938, une comédie musicale cinématographique sur l'adultère.